# 청두 평원
청두 평원(成都平原) 또는 촨시 평원(川西平原)은 중화인민공화국의 서남부에 있는 평원이다. 쓰촨 지방에서는 촨시페이(川西壩)라고 불린다.
청두 평원은 쓰촨 분지의 서쪽에 해당하며, 쓰촨성의 중앙부에 위치한다. 청두 평원은 북쪽으로 민산 산맥(岷山山脈)이나 지우딩 산맥(九頂山脈)과 접한 몐양 시까지, 남쪽으로는 장강 북해안의 뤄산 시까지 펼쳐지며, 동쪽은 쓰촨 분지의 중앙을 남북으로 가로기르는 룽취안 산맥(龍泉山脈)에 의해서 나뉘며, 서쪽은 청두시 서부의 충저우 시에 있는 광마오 평원(広袤平原)에까지 이른다.
청두 시 진탕 현, 푸장 현, 룽취안이 구를 제외한 16현 시구, 더양 시의 징양 구, 광한 시, 스팡 시, 몐주 시, 몐양 시의 유셴 구, 푸청 구, 장유 시, 안 현, 러산 시의 스중 구, 자장 현, 메이산 시의 둥포 구, 펑산 현 (메이산 시) 등 29개의 현 시구에 걸쳐있다. 총면적은 22,900 km2이다. 평원 가운데, 청두 시를 중심으로 한 일대는 두장옌 시에서 산악부에서 나오는 민강이 형성하는 선상지이며, 이 선상지의 면적은 약 6,000km2에 이른다.
아열대성 기후에 속하며, 토양은 보라색 흙이 주를 이루며, 주요 농산물은 수도(水稲)이다.

## 같이 보기
- 두장옌